# Blå tofsstjärtfisk
Tofsstjärtfisk eller blå tofsstjärtfisk (Latimeria chalumnae), även kvastfening, blå kvastfening eller havstofsstjärt, är en fiskart i släktet Latimeria och familjen gombessor (Latimeriidae) i ordningen tofsstjärtfiskar (Coelacanthiformes) som lever utanför Afrikas sydöstra kust. Det är den enda andra kända levande arten i släktet, den andra är brun tofsstjärtfisk. IUCN kategoriserar arten globalt som akut hotad. Inga underarter finns listade.
Arten beskrevs av J. L. B. Smith 1939. På engelska kallas den ofta  coelacanth eller latimeria.

## Kvastfening
Tofsstjärtfisk kallas vardagligen för ”kvastfening” på svenska, men fackmässigt omfattar kvastfeningar egentligen en grupp fossila fiskar med kvastfeniga extremiteter (så kallade kvastfeniga fiskar) vilka dog ut för 70 miljoner år sedan. Denna fiskart, som ofta har kallats levande fossil, har däremot aldrig hittats som fossil i sedimentära bergarter utan bara som levande fiskart utanför sydöstra Afrika (mest kring Komorerna) samt i Indonesien som den närbesläktade arten brun tofsstjärtfisk (Latimeria menadoensis), den senare upptäckt 1997, varför den erhållit nya fackmässiga namn.

## Historia

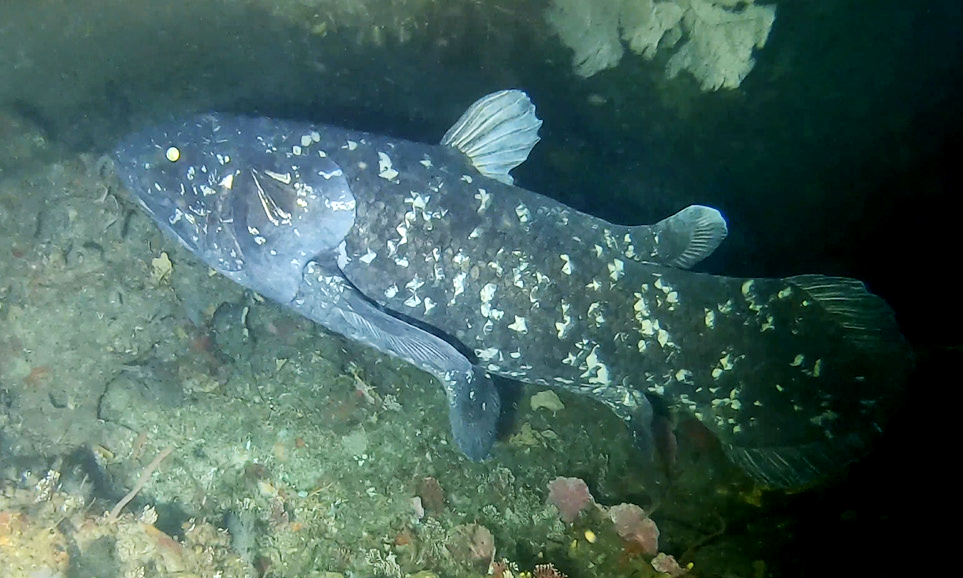
Kvastfening utanför sydafrikanska kusten.

1938 fick intendenten vid East London Museum i Sydafrika, Marjorie Courtenay-Latimer, via trålarkapten Hendrik Goosen information om en oigenkännlig fisk ombord på trålaren Nerine. På avstånd upptäckte hon en blå fena hon inte kunde identifiera.
| ”                            | Under lagren av slem dolde sig den vackraste fisk jag någonsin sett. Den var drygt en och en halv meter lång, ljusviolett med ljusa, nästan vita fläckar; hela kroppen skimrade i silver, blått och grönt. Den var täckt av hårda fjäll och hade fyra fenor som påminde om extremiteter samt en tofsliknande mittflik på stjärtfenan som såg ut som svansen på en hundvalp. | „ |
| – Marjorie Courtenay-Latimer | |   |

Fisken hade fångats på fyrtio famnars djup utanför Chalumnaflodens mynning. Eftersom Goosen aldrig sett något liknande ringde han museet. Den fiskart hon sedermera fick se, och som uppenbarligen levt några timmar tidigare, hade fjäll som tydde på att det var en ganoid. Efter att inte funnit något liknande i referensmaterial tog hon kontakt med ordföranden för museets styrelse, medicine doktorn Bruce-Bays, som menade att det bara var en havsabborre. Courtenay-Latimer bad den dåvarande auktoriteten på fiskar, professorn i iktyologi, James Leonard Brierley Smith, komma och bese fisken. Tillsammans med inbjudan skickade hon med ett antal fiskfjäll och professorn anlände till East London efter bara någon dag. Smith bestämde att den 50 kg tunga fisken tillhörde en grupp som hittills bara varit känd som fossil, och som troddes vara utdöda sedan 70 miljoner år. 
| ”                              | Det fanns inte minsta spår av tvivel, fjäll för fjäll, ben för ben, fena för fena, - det var en äkta kvastfening. Han vände sig till Courtenay-Latimer och sade: Den här upptäckten, min flicka, kommer att vara på alla forskares läppar. | „ |
| – James Leonard Brierley Smith | |   |

Ett foto av fisken publicerades tillsammans med en intervju i Daily Dispatch den 20 februari, och nyheten var ett faktum.

## Taxonomi
J.L.B Smith beskrev den nya arten som Latimeria chalumnae i Nature, och inledde artikeln med Ex Africa Semper Aliquid Novi (Från Afrika alltid något nytt. Citat från Plinius den äldre efter Aristoteles) och döpte alltså fisken efter Courtenay-Latimer.